# 普里塞
普里塞（法語：Prissé，法語發音：[pʁise]）是法国索恩-卢瓦尔省的一个市镇，属于马孔区。

## 地理
普里塞（46°19'17"N, 4°44'41"E）面积10.85 平方千米，位于法国勃艮第-弗朗什-孔泰大區索恩-卢瓦尔省，该省份为法国中部省份，北起顺时针与科多尔省、汝拉省、安省、罗讷省、卢瓦尔省、阿列省和涅夫勒省接壤。
与普里塞接壤的市镇（或旧市镇、城区）包括：拉罗什维讷斯、比西耶尔、沙尔奈莱马孔、达瓦耶、韦尔日松。

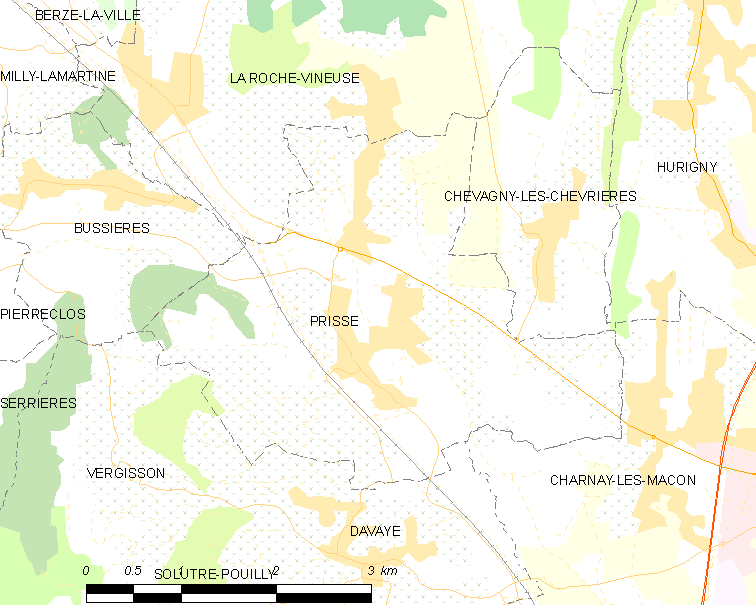
普里塞的OSM定位图

普里塞的时区为UTC+01:00、UTC+02:00（夏令时）。

## 行政
普里塞的邮政编码为71960，INSEE市镇编码为71360。

## 政治
普里塞所属的省级选区为于里尼县。

## 人口

1962-2008年间普里塞人口变化图示

普里塞于2022年1月1日时的人口数量为1865人。